# Hafik
Hafik (antiga Koçhisar o Koç Hisar de Sivas) és una ciutat i districte de la província de Sivas a Turquia, a 37 km de la ciutat de Sivas i en la ruta vers Erzincan. Està situada a la riba dreta del Kızılırmak. El 1970 tenia 3.156 habitants.
Prop de la vila hi ha el llac Todrugha (Todürge, modern Kaz Gölü o Demiryurt Gölü). Té origen en la fortalesa d'Hafik Kalesi (àrab Kala Hawik) que va tenir certa importància a l'emirat danishmendita i al del cadi Burhan al-Din. Al segle xix la meitat de la població era armènia.